# Armée des rohingyas d'Arakan
L'Armée des rohingyas d'Arakan (ARA) est un groupe d'insurgés ethniques rohingyas fondé par Nabi Hossain.

## Formation
Formé en septembre 2020, l'ARA affirme que ses combattants sont basés dans l'État de Rakhine et qu'elle promet l'égalité des droits pour tous. Ses dirigeants, Nabi Hossain et Abdullah Kane, sont recherchés par les autorités bangladaises pour trafic de drogue et activités mafieuses,,,,.

## Conflit
Le groupe commence à se battre contre l'Armée du salut des Rohingya de l'Arakan (ARSA) après que le militant pour la paix, Mohib Ullah (en), serait tué par ce dernier groupe le 29 septembre 2021.
Le 6 février 2024, l'Armée d'Arakan et l'Organisation de solidarité avec les rohingyas (en) (RSO) coopèrent dans une attaque conjointe contre l'ARA, qui a capturé un camp de la police des gardes-frontières le long de la frontière entre le Bangladesh et la Birmanie pendant l'offensive de Rakhine. Au cours du mois d'avril, l'ARSA et l'ARA combattraient avec la Tatmadaw contre l'AA à Buthidaung (en), où ils incendient des maisons et kidnappent des civils. Selon les déclarations des réfugiés d'AA et des rohingyas, l'ARA recrute de force des jeunes hommes pour combattre avec l'armée birmane,.
Le 30 août 2024, Nabi Hossain est arrêté par le bataillon de police armée (en).